# Chunwon
Le Chunwon (en hangeul coréen: 천원전, en hanja: 天元戰, également transcrit Ch'eonweon ou Chunweon) est une compétition de go en Corée du Sud.

## Organisation
Le Chunwon est l'équivalent du Tengen au Japon et du Tianyuan en Chine. Ce tournoi remplace l'ancienne coupe Baccus. Les sponsors sont Far East Pharmaceuticals et Daily Economic Newspaper.
Le komi est de 6,5 points. Le temps des parties est de 3h par joueur pendant les préliminaires, 4h dans le tournoi principal, et 5h pendant la finale.
Le tournoi comporte 16 joueurs, et la finale se déroule sur 5 parties. Le gagnant remporte 13,000,000 ₩ ($11,300).

## Vainqueurs
Les années données sont celles du début des tournois. Depuis l'édition 2013, les parties de la finale sont jouées au début de l'année suivante.
| Année | Vainqueur      | Score | Finaliste       |
| ----- | -------------- | ----- | --------------- |
| 1996  | Yoo Changhyuk  | 3–2   | Cho Hunhyun     |
| 1997  | Lee Chang-ho   | 3–0   | Choi Myung-Hoon |
| 1998  | Lee Chang-ho   | 3–1   | Choi Myung-Hoon |
| 1999  | Lee Chang-ho   | 3–0   | Seo Bongsoo     |
| 2000  | Lee Sedol      | 3–0   | Yoo Jaehung     |
| 2001  | Pak Yeong-hun  | 3–1   | Yoon Seounghyun |
| 2002  | Song Tae Kon   | 3–2   | Cho Hunhyun     |
| 2003  | Choi Cheol-han | 3–1   | Won Seung-jin   |
| 2004  | Choi Choel-han | 3–0   | An Dalhun       |
| 2005  | Ko Geuntae     | 3–2   | Pak Yeong-hun   |
| 2006  | Cho Hanseung   | 3–1   | Lee Sedol       |
| 2007  | Won Seungjin   | 1–0   | Kang Dongyun    |
| 2008  | Kang Dongyun   | 3–2   | Lee Sedol       |
| 2009  | Park Junghwan  | 3–0   | Kim Jiseok      |
| 2010  | Choi Cheol-han | 3–0   | Lee Taehyun     |
| 2011  | Choi Cheol-han | 2-0   | Yun Junsang     |
| 2012  | Pak Yeong-hun  | 2–1   | Choi Cheol-han  |
| 2013  | Park Junghwan  | 2–0   | Choi Cheol-han  |
| 2014  | Na Hyun        | 2–0   | Shin Minjun     |